# Aalesunds FK
Az Aalesunds FK (teljes nevén Aalesunds Fotballklubb) norvég labdarúgócsapat, melyet 1914-ben alapítottak Ålesund városában. Jelenleg az első osztályban szerepel. Hazai mérkőzéseit a Color Line Stadionban rendezi.
A klub legnagyobb sikerét 2009-ben és 2011-ben érte el, mikor elhódította a norvég kupát.

## Története
A klubot 1914-ben alapították a Norvégia középnyugati részén fekvő kikötővárosban, Ålesundban. A klub sokáig alacsonyabb osztályokban szerepelt (legjobb eredménye sokáig a másodosztálybeli szereplés volt), számottevő sikerek nélkül.
Az egyesület legkomolyabb sikerei az ezredforduló utáni időszakhoz kötődnek. 2003-ban sikerült feljutnia az első osztályba, majd 2007 után lett állandó tagja a Tippeligaennek. A bajnokságban eddigi legjobb eredményét 2010-ben érte el, amikor negyedikként zárt.
2009-ben története során először sikerült megnyernie a norvég kupát. 2011-ben sikerült ugyanezt megismételnie, így indulhatott az Európa-ligában is. Előbbi idényben egészen az utolsó selejtezőkörig, vagyis a playoffig jutott, többek között a Ferencvárost is legyőzve.
Az Aalesunds legnagyobb riválisai főként alacsonyabb osztályú csapatok, a Herd, a Rollon, a Skarbøvik vagy a Spjelkavik. Regionális riválisok az első osztályú Molde, ezen kívül léteznek újabb keletű versengések első osztályú csapatokkal, ilyen a Strømsgodset IF vagy az SK Brann.

## Sikerei
- Norvég kupa
  - Győztes (2 alkalommal): 2009, 2011

## Eredményei

### Bajnoki múlt
Az Aalesunds FK a 2022-es szezonig összesen 16 bajnoki évet töltött a norvég labdarúgó-bajnokság élvonalában.
| Szezon             | Poz.  | M  | Gy | D  | V  | RG | KG | P  | Kupa        | Megjegyzés                   |
| ------------------ | ----- | -- | -- | -- | -- | -- | -- | -- | ----------- | ---------------------------- |
| 2001 - 1. divisjon | 6.    | 30 | 13 | 8  | 9  | 65 | 51 | 47 | 3. kör      |                              |
| 2002 - 1. divisjon | ↑ 2.  | 30 | 19 | 7  | 4  | 77 | 26 | 64 | Elődöntő    | Feljutott                    |
| 2003 - Tippeligaen | ↓ 13. | 26 | 7  | 7  | 12 | 30 | 33 | 28 | Negyeddöntő | Kiesett                      |
| 2004 - 1. divisjon | ↑ 2.  | 30 | 21 | 1  | 8  | 67 | 36 | 64 | 3. kör      | Feljutott                    |
| 2005 - Tippeligaen | ↓ 13. | 26 | 6  | 9  | 11 | 30 | 42 | 27 | 4. kör      | Kiesett                      |
| 2006 - 1. divisjon | ↑ 2.  | 30 | 17 | 9  | 4  | 71 | 35 | 60 | 4. kör      | Feljutott                    |
| 2007 - Tippeligaen | 11.   | 26 | 9  | 3  | 14 | 49 | 56 | 30 | 4. kör      |                              |
| 2008 - Tippeligaen | 13.   | 26 | 7  | 4  | 15 | 29 | 42 | 25 | 4. kör      |                              |
| 2009 - Tippeligaen | 13.   | 30 | 9  | 9  | 12 | 34 | 43 | 36 | Győztes     |                              |
| 2010 - Tippeligaen | 4.    | 30 | 14 | 5  | 11 | 46 | 37 | 47 | 3. kör      | Európa-liga, 3. selejtezőkör |
| 2011 - Tippeligaen | 9.    | 30 | 12 | 7  | 11 | 36 | 38 | 43 | Győztes     | Európa-liga, rájátszás       |
| 2012 - Tippeligaen | 11.   | 30 | 9  | 11 | 10 | 40 | 41 | 38 | 4. kör      | Európa-liga, 3. selejtezőkör |
| 2013 - Tippeligaen | 4.    | 30 | 14 | 7  | 9  | 55 | 44 | 49 | 3. kör      |                              |
| 2014 - Tippeligaen | 7.    | 30 | 11 | 8  | 11 | 40 | 39 | 41 | 4. kör      |                              |
| 2015 - Tippeligaen | 10.   | 30 | 11 | 5  | 14 | 42 | 57 | 38 | 3. kör      |                              |
| 2016 - Tippeligaen | 9.    | 30 | 12 | 6  | 12 | 46 | 51 | 42 | 3. kör      |                              |
| 2017 - Eliteserien | ↓ 15. | 30 | 8  | 8  | 14 | 38 | 50 | 32 | 4. kör      | Kiesett                      |
| 2018 - OBOS-ligaen | 3.    | 30 | 18 | 5  | 7  | 58 | 31 | 59 | 1. kör      |                              |
| 2019 - OBOS-ligaen | ↑ 1.  | 30 | 25 | 4  | 1  | 67 | 25 | 79 | Negyeddöntő | Feljutott                    |
| 2020 - Eliteserien | ↓ 16. | 30 | 2  | 5  | 23 | 30 | 85 | 11 | —           | Kiesett                      |
| 2021 - 1. divisjon | ↑ 2.  | 30 | 16 | 10 | 4  | 68 | 43 | 58 |             | Feljutott                    |
| 2022 - Eliteserien | 0.    | 0  | 0  | 0  | 0  | 0  | 0  | 0  |             | Folyamatban                  |

### Európaikupa-szereplés
Az Európai Labdarúgó-szövetség (UEFA) által szervezett labdarúgótornákon elért eredményei.

#### Összesítve
| Kupa        | M | GY | D | V | LG–KG |
| ----------- | - | -- | - | - | ----- |
| Európa-liga | 5 | 2  | 1 | 2 | 11–8  |
| Összesen    | 5 | 2  | 1 | 2 | 11–8  |

#### Szezonális bontásban
| Szezon  | Kupasorozat | Forduló  | Ország | Klub                    | Otthon    | Idegenben | Összesítés |
| ------- | ----------- | -------- | ------ | ----------------------- | --------- | --------- | ---------- |
| 2010–11 | Európa-liga | 3. sel.  | SCO    | Motherwell              | 1–1       | 0–3       | 1–4        |
| 2011–12 | Európa-liga | 1. sel.  | WAL    | Neath                   | 4–1       | 2–0       | 6–1        |
| 2011–12 | Európa-liga | 2. sel.  | HUN    | Ferencváros             | 3–1(h.u.) | 1-2       | 4–3        |
| 2011–12 | Európa-liga | 3. sel.  | SWE    | Elfsborg                | 4–0       | 1-1       | 5-1        |
| 2011–12 | Európa-liga | Play-off | NED    | AZ                      | 2-1       | 0-6       | 2-7        |
| 2013–14 | Európa-liga | 2. sel.  | ALB    | KF Tirana               | 1-1       | 5-0       | 6-1        |
| 2013–14 | Európa-liga | 3. sel.  | CYP    | APÓ Ellínon Lefkoszíasz | 1-2       | 0-1       | 1-3        |

Megjegyzés: Az eredmények minden esetben az Aalesunds FK szempontjából értendők, a dőlten írt mérkőzést hazai pályán játszotta.

## Jelenlegi keret
2023. január 22. szerint
| #  |     | Poszt | Név                       |
| -- | --- | ----- | ------------------------- |
| 1  | NOR | K     | Sten Grytebust            |
| 3  | NOR | V     | Jeppe Moe                 |
| 5  | SWE | V     | David Fällman             |
| 6  | NOR | KP    | Erlend Segberg            |
| 9  | DEN | CS    | Alexander Ammitzbøll      |
| 10 | NOR | KP    | Kristoffer Barmen         |
| 13 | USA | K     | Michael Lansing           |
| 15 | NOR | CS    | Kristoffer Ødemarksbakken |
| 16 | NOR | V     | John Kitolano             |
| 18 | NOR | V     | Nikolai Hopland           |
| 20 | NOR | KP    | Oscar Solnørdal           |
| 21 | NGR | CS    | Moses Ebiye               |

| #  |     | Poszt | Név                     |
| -- | --- | ----- | ----------------------- |
| 25 | BIH | V     | Besim Šerbečić          |
| 29 | NOR | CS    | Bjørn Martin Kristensen |
| 30 | DEN | V     | Alexander Juel Andersen |
| 34 | NOR | V     | Stian Aarønes Holte     |
| 36 | NOR | V     | Christian Mork Breivik  |
| 37 | NOR | KP    | Henrik Melland          |
| —  | DEN | CS    | Kasper Lunding          |
| —  | NOR | KP    | Markus Karlsbakk        |
| —  | NOR | K     | Tor Erik Larsen         |
| —  | NOR | KP    | Kristoffer Strand Ødven |
| —  | SEN | CS    | Mamadou Diaw            |
| —  | NOR | V     | Simen Vatne Haram       |